# Bollate
Bollate település Olaszországban, Lombardia régióban, Milánó megyében. Lakosainak száma 36 204 fő (2023. január 1.). Bollate Arese, Baranzate, Garbagnate Milanese, Novate Milanese, Paderno Dugnano, Cormano és Senago községekkel határos.

## Népesség
A település népessége az elmúlt években az alábbi módon változott:
| Lakosok száma | 36 164 | 36 469 | 36 486 | 36 204 |
|               | 2013   | 2017   | 2018   | 2023   |

## Híres szülöttjei
- Davide Belotti labdarúgó
- Fabio Gallo labdarúgó